# Cà de' Caggi
Cà de' Caggi è una frazione del comune cremonese di Torre de' Picenardi posta a nord del centro abitato.

## Storia
La località era un piccolo villaggio agricolo di antica origine del Contado di Cremona con 95 abitanti a metà Settecento.
In età napoleonica, dal 1810 al 1816, Cà de' Gaggi fu già frazione di Torre Malamberti, recuperando però l'autonomia con la costituzione del Regno Lombardo-Veneto.
All'unità d'Italia nel 1861, il comune contava 169 abitanti.
Nel 1868 il comune di Cà de' Caggi venne soppresso e aggregato al comune di Torre de' Malamberti, che contemporaneamente assunse la nuova denominazione di Torre de' Picenardi.